# Black Rain
Black Rain é o décimo álbum de estúdio do vocalista britânico de heavy metal Ozzy Osbourne, lançado em 22 de maio de 2007 pela Epic Records. É o último álbum de Ozzy com o guitarrista Zakk Wylde e o baterista Mike Bordin, e o primeiro com o baixista Rob Nicholson. Black Rain estreou em terceiro lugar na Billboard 200 dos EUA, vendendo cerca de 152.000 cópias em sua primeira semana; tornando-se a maior estréia de Osbourne até hoje. O álbum foi certificado em ouro nos EUA.

## Lançamentos
O álbum foi lançado em várias versões diferentes. A versão original dos EUA foi lançada em um Digipak fino e marrom com o logotipo de Ozzy Osbourne, um crânio coroado, e para o resto do mundo, foi lançada em uma caixa padrão com a capa de Osbourne em meio a uma "Chuva preta" caindo. Esta capa incluía um livreto completo com letras e créditos do álbum. A versão dos EUA não incluiu um livreto, letras ou créditos de álbuns. O lançamento japonês foi o mesmo que os outros lançamentos fora dos EUA, exceto pelo fato de incluir duas faixas bônus, "I Can't Can't You You" e "Nightmare". O lançamento do álbum pelo ITunes incluiu a mencionada "Nightmare", além de uma faixa bônus exclusiva (apenas para quem encomendou através do iTunes) "Love to Hate". Também incluía um arquivo PDF imprimível do livreto, completo com letras e créditos do álbum. Mais tarde, esse mesmo livreto foi disponibilizado como download gratuito em pdf no site da Osbourne em 1º de junho. A música "I Don't Wanna Stop" também foi apresentada como tema do WWE Judgment Day 2007.
Nos EUA, cópias em edição limitada do álbum foram vendidas com códigos especiais dentro dos pacotes, que poderiam ser usados para resgatar um par de ingressos para o Ozzfest 2007. Ozzfest 2007 foi apelidado de "Freefest" porque todos os ingressos eram gratuitos.
O álbum foi reeditado nos EUA em 14 de agosto, em um novo estojo, contendo o livreto completo com letras e novas capas e fotos coloridas, além de conteúdo adicional de CD com bônus extra com cenas dos bastidores da sessão de fotos de "Black Rain" .
A versão "tour edition" do álbum foi lançada em 20 de novembro de 2007. Este lançamento inclui um CD extra com 3 faixas ao vivo gravadas recentemente e 3 faixas de estúdio originalmente disponíveis em lançamentos internacionais ou versões digitais.

## Recepção
| Críticas profissionais                                                      | Críticas profissionais |
| Avaliações da crítica                                                       | Avaliações da crítica  |
| Fonte                                                                       | Avaliação              |
| --------------------------------------------------------------------------- | ---------------------- |
| Allmusic                                                                    | [ 1 ]                  |
| Rolling Stone                                                               | [ 2 ]                  |
| Yahoo! Music                                                                | [ 3 ]                  |
| Blabbermouth                                                                | [ 4 ]                  |
| Sputnikmusic                                                                | [ 5 ]                  |
| Esta tabela precisa de ser acompanhada por texto em prosa. Consulte o guia. |                        |

Black Rain recebeu críticas mistas. A Rolling Stone se referiu ao álbum como "altamente ignorável" e Sputnikmusic o chamou de "um tanto embaraçoso". O AllMusic foi um pouco menos severo em sua avaliação, dando ao álbum 3,5 de 5 estrelas, observando que "nada em Black Rain poderia realmente se qualificar como um clássico de Osbourne".

## Uso na media

### Televisão
- A WWE usou "I Don't Wanna Stop" como música tema oficial doJudgment Day de 2007. Mais tarde, Osbourne tocou a música ao vivo na edição de 18 de maio de 2007 do WWE SmackDown.
- Osbourne se apresentou Jimmy Kimmel Live! nos dias 21 e 22 de maio.
- Osbourne apareceu na segunda edição do VH1 Rock Honors e cantou três músicas, "Crazy Train", "Bark at the Moon" e "I Don't Wanna Stop". Foi ao ar em 24 de maio de 2007 no VH1 (a exibição na TV cortou a apresentação de "Bark at the Moon", mas é exibida como um videoclipe em programas como Rock Fest e Metal Mania.)
- Osbourne apareceu no Friday Night with Jonathan Ross da BBC1 em 25 de maio de 2007 e tocou "I Don't Wanna Stop".
- Osbourne tocou "Not Going Away" na Spike's Scream Award Ceremony.

### Video games
- A música "I Don't Wanna Stop" é destaque nos jogos Guitar Hero: On Tour e Madden NFL 08. Também é apresentada como DLC para oRock Band e Rock Band 2 no Ozzy Osbourne Pack 01.

### Radio
- "I Don't Wanna Stop" é usada como a música de abertura do programa de conversas esportivas Boomer e Gio, no WFAN.

## Faixas
| N.º            | Título                  | Compositor(es)                          | Duração |  |
| 1.             | "Not Going Away"        | Ozzy Osbourne, Zakk Wylde, Kevin Churko | 4:32    |  |
| 2.             | "I Don't Wanna Stop"    | Osbourne, Wylde, Churko                 | 3:59    |  |
| 3.             | "Black Rain"            | Osbourne, Wylde, Churko                 | 4:42    |  |
| 4.             | "Lay Your World on Me"  | Osbourne, Wylde, Churko                 | 4:16    |  |
| 5.             | "The Almighty Dollar"   | Osbourne, Churko                        | 6:57    |  |
| 6.             | "11 Silver"             | Osbourne, Wylde, Churko                 | 3:42    |  |
| 7.             | "Civilize the Universe" | Osbourne, Wylde, Churko                 | 4:43    |  |
| 8.             | "Here for You"          | Osbourne, Wylde, Churko                 | 4:37    |  |
| 9.             | "Countdown's Begun"     | Osbourne, Wylde, Churko                 | 4:53    |  |
| 10.            | "Trap Door"             | Osbourne, Churko                        | 4:03    |  |
| Duração total: | Duração total:          | Duração total:                          | 46:28   |  |

| 'Tour Edition' disco 2 |                                                                                      |         |  |
| N.º                    | Título                                                                               | Duração |  |
| 1.                     | "I Don't Wanna Stop" (live)                                                          | 3:44    |  |
| 2.                     | "Not Going Away" (live)                                                              | 4:36    |  |
| 3.                     | "Here for You" (live)                                                                | 4:50    |  |
| 4.                     | "Nightmare" (originalmente uma faixa bônus da edição japonesa e da edição do iTunes) | 4:40    |  |
| 5.                     | "I Can't Save You" (originalmente uma faixa bônus da edição japonesa)                | 3:32    |  |
| 6.                     | "Love to Hate" (originalmente uma faixa bônus de pré-venda do iTunes)                | 3:57    |  |

## Créditos
- Ozzy Osbourne - Vocal, Harmônica
- Zakk Wylde - Teclado, Guitarra, backing vocal
- Rob Nicholson - Baixo
- Mike Bordin - Bateria
- Kevin Churko - Mixer

## Desempenho comercial
| Ano  | Tabela                      | Posição |
| ---- | --------------------------- | ------- |
| 2007 | Swedish Albums Chart        | 2       |
| 2007 | Finnish Albums Chart        | 2       |
| 2007 | Norwegian Albums Chart      | 2       |
| 2007 | Billboard 200 (USA)         | 3       |
| 2007 | Top Canadian Albums         | 5       |
| 2007 | Danish Albums Chart         | 6       |
| 2007 | Austrian Top 40 Albums      | 7       |
| 2007 | UK Albums Chart             | 8       |
| 2007 | German Albums Chart         | 9       |
| 2007 | New Zealand Albums Chart    | 9       |
| 2007 | Japanese Albums Chart       | 17      |
| 2007 | Italian Albums Chart        | 22      |
| 2007 | Polish Album Chart          | 22      |
| 2007 | Swiss Albums Top 100        | 23      |
| 2007 | Australian Albums Chart     | 37      |
| 2007 | Dutch MegaCharts            | 56      |
| 2007 | Spanish Albums Chart        | 66      |
| 2007 | Belgian Ultratop (Wallonia) | 69      |
| 2007 | Belgian Ultratop (Flanders) | 78      |
| 2007 | French Albums Chart         | 91      |

| Ano  | Single               | Tabela                       | Posição |
| ---- | -------------------- | ---------------------------- | ------- |
| 2007 | "Not Going Away"     | Mainstream Rock (USA)        | 14      |
| 2007 | "I Don't Wanna Stop" | Mainstream Rock (USA)        | 1       |
| 2007 | "I Don't Wanna Stop" | Hot Digital Canadian Singles | 29      |
| 2007 | "I Don't Wanna Stop" | Hot Digital Songs (USA)      | 52      |
| 2007 | "I Don't Wanna Stop" | Pop 100 (USA)                | 54      |
| 2007 | "I Don't Wanna Stop" | Swedish Singles Chart        | 58      |
| 2007 | "I Don't Wanna Stop" | Billboard Hot 100 (USA)      | 61      |
| 2007 | "Black Rain"         | Mainstream Rock (USA)        | 19      |